# كارت بوسطال
كارت بوسطال (بطاقة بريدية) مسرحية جزائرية لمسرح معسكر الجهوي عام 2016 وتتسم المسرحية بالدراما الكوميدية، وهي تتنقل من الكوميديا إلى إلى الميلودراما في بعض المشاهد. كتب نصّها فتحي كافي، مقتبسا إياها عن «الفالوزج» لمحمد بورحلة. وشاركت في العديد من المسابقات الوطنية والعربية 

## أحداث
تحكي قصة شخص ثري يدعى قدّور الماركانتي (محمد فريمهدي) مسعاه الأول هو كسب المال عن طريق جميع السبل الممكنة بغضّ النظر عن شرعيتها. قبل ذلك، كان قدّور قد فقد زوجته التي أصابها مرض عضال، وعجز عن علاجها وإنقاذها بسبب الفقر، وحينما جاءته الفرصة لكي يصير غنيا، قرّر تعويض ما عاناه من حرمان، ولكن بجميع الطرق الممكنة.وشيئا فشيئا، يقول المخرج، وجد قدّور الماركانتي نفسه محاطا بأشخاص من فئة الأثرياء والنافذين، وحاول تقليدهم إلى درجة تغيير اسمه (السير بيتا) ولكن هيهات أن يصير مثلهم. بالمقابل، نجد مستشار قدّور الماركانتي جامعيا ومثقفا، يقبل بالعمل لدى سي قدور من أجل لقمة العيش، أما الثري الجديد بابنته فسيئة ومتدهورة للغاية، لاعتقاده بأن المال كفيل بإسعادها وتعويضها حنان الأم الميتة، والأب المنشغل بالكسب وجمع المال وكنزه، فيما وقت لا تبحث الابنة «سوسو» إلا على لحظة حنان تقضيها مع أبيها، وحتى هذا الطلب البسيط يعجز سي قدّور عن تلبيته. وتشاء الأقدار أن تصاب الابنة بنفس مرض أمّها، فتهجر والدها، الذي يكتشف عجز المال عن تحقيق السعادة.

## أدوار
- محمد فريمهدي،
- فؤاد بن دوبابة،
- دليلة نوار،
- إبراهيم بوعزة،
- لبنى نوي،
- محمد عبد الحكيم مباني،
- أمينة بشليل

## جوائز
- 2017 :الجائزة البرونزية لافضل عرض مسرحي متكامل للدورة ال24 من مهرجان الاْردن المسرحي.[3]